# Кущівник перуанський
Кущівни́к перуанський (Thamnistes rufescens) — вид горобцеподібних птахів родини сорокушових (Thamnophilidae). Мешкає в Перу і Болівії. Раніше вважався підвидом рудого кущівника, однак був визнаний окремим видом.

## Поширення і екологія
Перуанські кущівники мешкають у східних передгір'ях Анд в Перу (на південь до Мараньйону) і Болівії. Вони живуть у верхньому ярусі і кронах вологих гірських тропічних лісів та у вторинних заростях. Зустрічаються поодинці або парами, на висоті від 450 до 1500 м над рівнем моря. Часто приєднуються до змішаних зграй птахів. Живляться комахами та іншими безхребетними, яких збирають з листя, як віреони. Гніздо глибоке, чашоподібне, розміщується на деревію, на висоті від 7 до 15 м над землею. В кладці 2 білих яйця, поцяткованих коричневими плямками. Будують гніздо, насиджують кладку і доглядають за пташенятами і самиці, і самці.